# 에드윈 에키링
에드윈 에키링(영어: Edwin Ekiring, 1983년 12월 22일 ~ )는 우간다의 남자 배드민턴선수이다. 닉네임은 "The Black Pearl"이다.
키는 6피트고, 체중은 143파운드이다.